# Pestalotia acaciae
Pestalotia acaciae är en svampart som beskrevs av Thüm. 1880. Pestalotia acaciae ingår i släktet Pestalotia och familjen Amphisphaeriaceae.   Inga underarter finns listade i Catalogue of Life.